# كيرلس وميثوديوس
كيرلس وميثوديوس (باليونانية: Κύριλλος και Μεθόδιος) هما أخوان يونانيان كان كلاهما أكاديميين ولاهوتيين ولغويين من الطراز الرفيع. وقد لعبا دوراً رائداً ورئيسياً في نشر المسيحية بين سلافيي الدانوب، وبفضل تأثيرهما الكبير في التطور الديني والثقافي للشعوب السلافية عامة دُعيا بلقب «رسل السلافيين».

## حياتهما

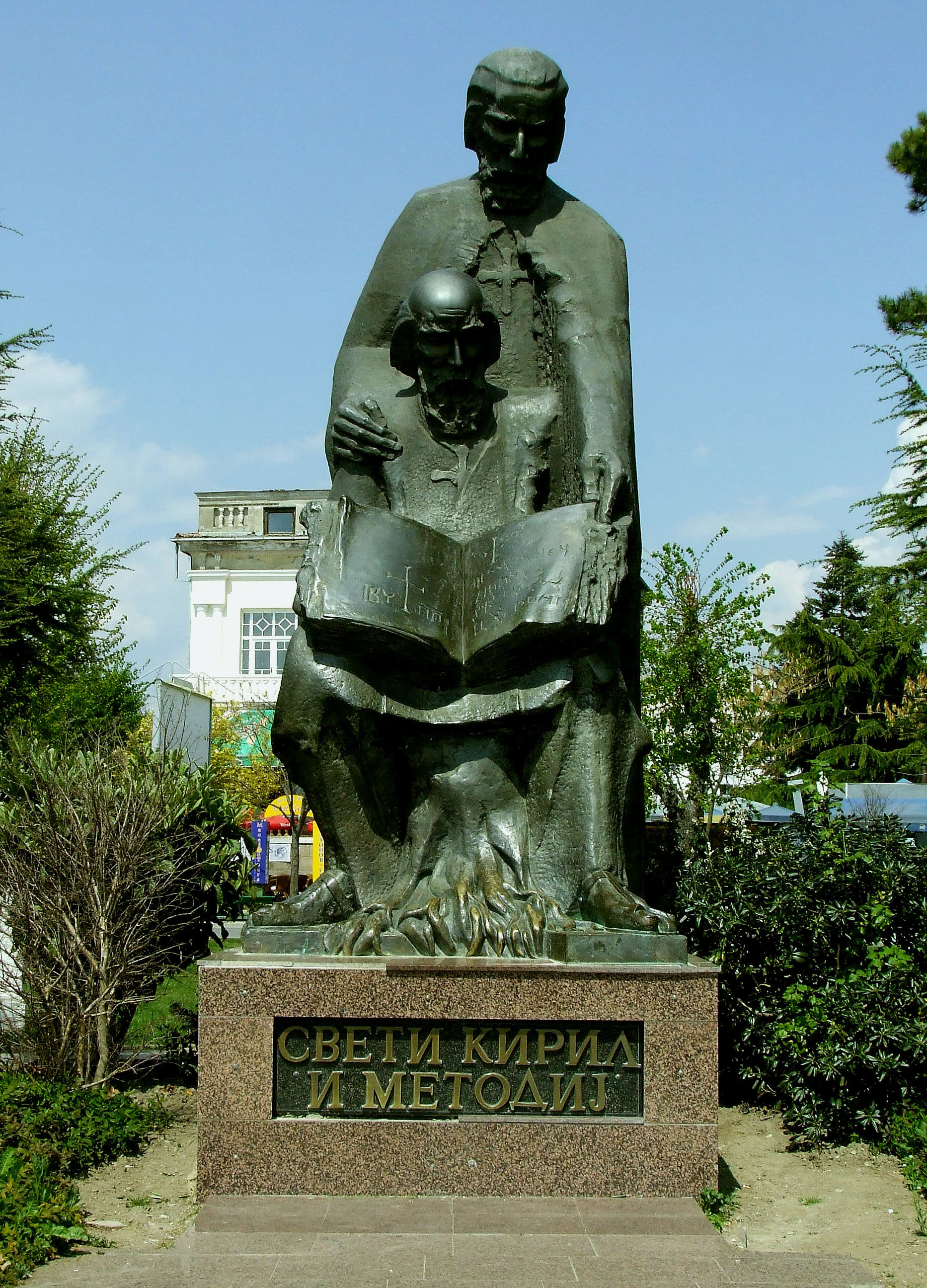
سفيتا سيريل في ميتود، أوهريد

ولدا في مدينة تسالونيكي في اليونان (كيرلس بين عامي 827 و828 وميثوديوس يبن عامي 815 و820)، ذهب كيرلس ("Kyrillos"، واسمه الأصلي قسطنطين) في رحلة تبشيرية بين العرب ودَرَّسَ الفلسفة في المدرسة البطريركية في القسطنطينية، وعمل مع ميثوديوس رئيس أحد الأديرة اليونانية في تبشير الخزر في شمال شرق البحر الأسود.
في عام 862 طلب روستيسلاف أمير مورافيا العظمى من القسطنطينية إرسال مجموعة من المبشرين، فأرسل الإمبراطور ميخائيل الثالث والبطريرك فوتيوس الأخوان كيرلس وميثوديوس. وفي عام 863 بدآ عملهما بين السلاف مستعملين اللغة السلافية في الصلاة والليتورجيا، وقاما بترجمة الكتاب المقدس إلى اللغة التي عرفت لاحقا باسم اللغة السلافية الكنسية القديمة (أو البلغارية القديمة). كما قاما بابتكار الأبجدية السلافية المبنية أساساً على طابع الحرف اليوناني والتي لا تزال تستعمل بشكلها السيريلي النهائي في الأبجدية المعاصرة في اللغة الروسية وفي مجموعة من اللغات السلافية الأخرى.
عام 867 قَبِلَ الأخوان دعوة البابا نيكولاس الأول لزيارة روما من أجل شرح موقفهما من النزاع الذي نشب فيما ببنهما وبين رئيس أساقفة سالزبورغ وأسقف باساو الألماني، حيث إدعى هذا الأخير أحقيته في السيطرة على نفس الأقاليم السلافية ورغب في تعزيز الاستخدام الحصري للغة اللاتينية في الليتورجيا.
وصل كيرلس وميثوديوس إلى روما عام 868 حيث أيد موقفهما البابا الجديد أدريانوس الثاني سامحاً باستخدام الليتورجيا السلافية. بعد وفاة كيرلس أرسل أدريانوس ميثوديوس مجدداً إلى السلافيين كممثله الرسمي وكرئيس أساقفة سيرميوم.
ضمت السلطة الكنسية لميثوديوس جميع أراضي مورافيا، وفي عام 880 استُدعي مرة أخرى لروما لينال تأكيداً آخر من البابا بالسماح باستعمال اللغة العامية السلافية في الليتورجيا. لكن بعد وفاة ميثودويوس منع البابا ستيفانوس الخامس الصلاة إلا باللغة اللاتينية.
بلغ تأثير كيرلس وميثوديوس بعد وفاتهما إلى أماكن بعيدة مثل كييف في روسيا وخلف أثراً عظيماً حتى بين الشعب السلافي في كرواتيا وبوهيميا وبولندا.
أُعلنا قديسين في الكنيسة الأرثوذكسية الشرقية واحتُفل بهما في الكنيسة الرومانية الكاثوليكية عام 1880.

## وصلات خارجية
- Sts. Cyril and Methodius - Catholic Encyclopedia